# Jingorō Hidari
Jingorō Hidari (jap. 左甚五郎 Hidari Jingorō; ur. 1594, zm. 1651) – japoński rzeźbiarz, założyciel istniejącej do dzisiaj rodziny artystów.
Tworzył na dworze sioguna, a także na zlecenie arystokratów i wielkich klasztorów. Wykonywał rzeźby w drewnie. Był leworęczny, o czym świadczy noszone przez niego nazwisko Hidari. Początkowo działał w Kioto, ozdabiając m.in. świątynie Nishi Hongan-ji i Chion-in, później przeniósł się na dwór siogunów z rodu Tokugawa w Edo. Jego najważniejszym dziełem są dekoracje w mauzoleum Nikkō Tōshō-gū, gdzie wykonał swoje najsłynniejsze rzeźby: Śpiący kot i Trzy małpy.